# Alte Synagoge (Hanau)

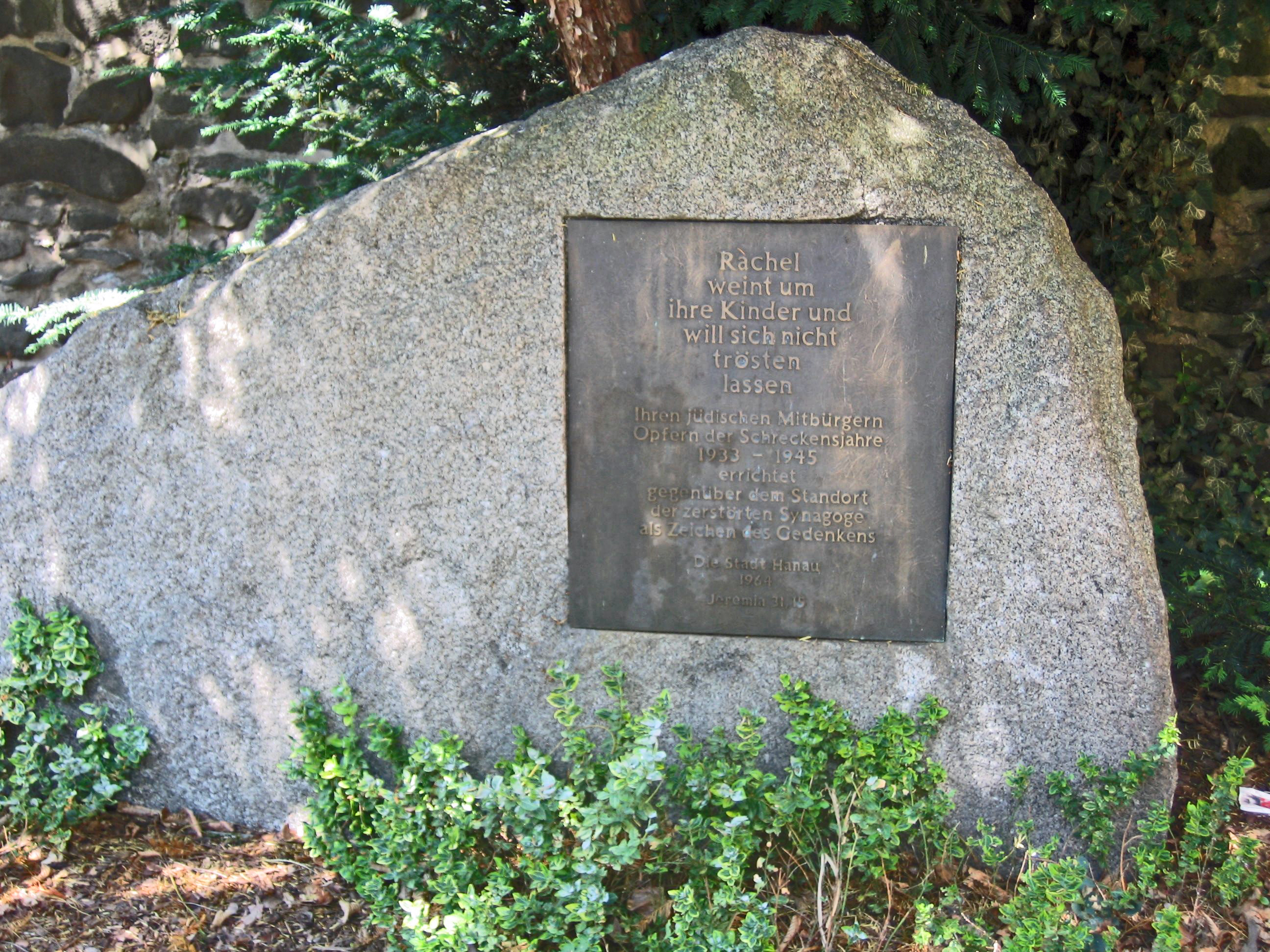
Gedenkstein für die jüdische Gemeinde in Hanau

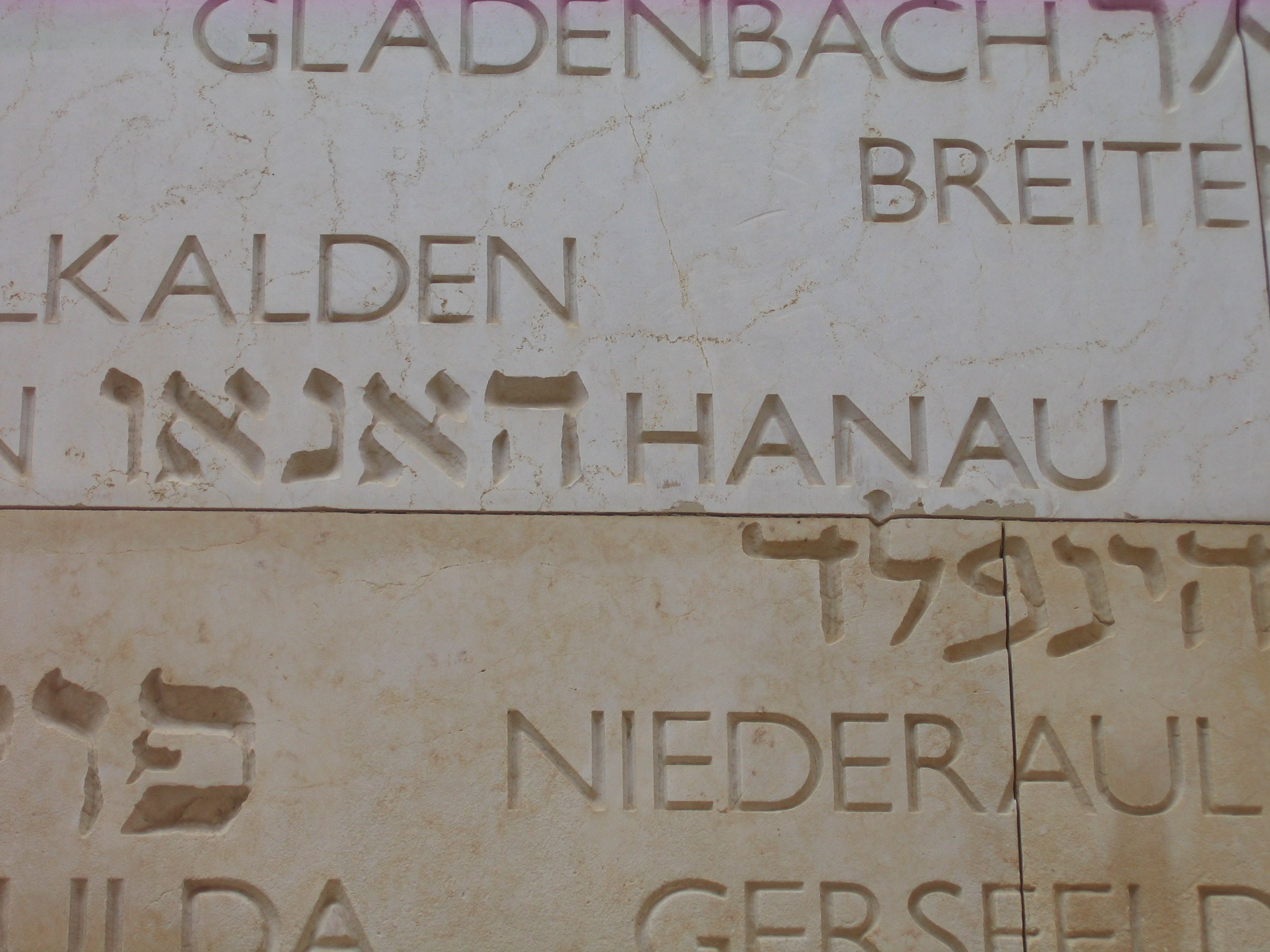
Gedenkinschrift für die untergegangene Hanauer Gemeinde in Yad Vashem

Die Synagoge in Hanau wurde ursprünglich 1608 errichtet und im Novemberpogrom 1938 zerstört. Sie befand sich in der Nordstraße 40, der ehemaligen Judengasse 56.

## Geschichte
Die 1605 neu gegründete jüdische Gemeinde in Hanau errichtete 1608 eine Synagoge. Der in Hanau seit 1764 selbständig regierende Wilhelm (IX.), Erbprinz von Hessen Kassel besuchte – vielleicht als erster deutscher Fürst – zusammen mit seiner Gemahlin, Prinzessin Wilhelmine Karoline von Dänemark und Norwegen, die Synagoge. Das Gebäude wurde Anfang des 18. Jahrhunderts restauriert und 1922 nochmals umgebaut.

## Zeit des Nationalsozialismus
In der Nacht vom 13. auf den 14. Mai 1938 wurden die Eingänge der Synagoge zugemauert, sodass die Gemeindemitglieder am Sabbat den Gottesdienst nicht in der Synagoge feiern konnten.
Während der Novemberpogrome 1938 wurde die Synagoge am Vormittag des 10. November demoliert und in Brand gesteckt. Die Feuerwehr schützte lediglich die benachbarten Häuser und ließ das Gebäude abbrennen. Vom Gebäude blieben nur die Umfassungsmauern übrig. Das Grundstück ging kurze Zeit später in den Besitz der Stadt Hanau über.

## Gedenkstätte
Eine Gedenkstätte wurde 1964 eingerichtet. Sie befindet sich in einer kleinen Grünanlage auf der dem ehemaligen Standort der Synagoge gegenüber liegenden Straßenseite. Die Inschrift auf der Gedenktafel lautet: Rachel weint um ihre Kinder und will sich nicht trösten lassen. (Jer 31,15 ) Ihren jüdischen Mitbürgern, Opfern der Schreckensjahre 1933-1945, errichtet gegenüber dem Standort der zerstörten Synagoge als Zeichen des Gedenkens. Die Stadt Hanau 1964.
Außerdem wird der untergegangenen jüdischen Gemeinde Hanaus in der Holocaust-Gedenkstätte Yad Vashem, im Tal der Gemeinden, in Jerusalem gedacht. Gedenkplaketten für einzelne Bürger befinden sich an der unweit gelegenen Ghetto-Mauer Hanau.